# Гаврово
Гаврово (на гръцки: Γαβρόβο) или Валтоски планини (на гръцки: Όρη Βάλτου) е планински масив между Епир и Етолоакарнания. Простират се западно от Аспропотаму – към амбракийския залив, а на юг преливат в Балтос.
Носи името си от многобройните блата и мочурища образували по протежението им от река Ахелой, преди построяването на Кремаста. Според някои данни името Гаврово носи северния дял с надморска височина 1782 m (Пирамида), а според други – целия планински масив. Река Ахелой дели Габрово/Гаврово от Аграфа. На отсрещния рид през реката се намира село Граница. Третият по височина връх в планината е Канала.
В по-ниските си части на планината се среща дъб, а в по-високите – българска ела.
През 18 век Габрово/Гаврово е дом на най-размирните арматолоти.